# Late Night (pel·lícula)
Late Night és una pel·lícula estatunidenca de comèdia-drama de 2019 dirigida per Nisha Ganatra a partir d'un guió de Mindy Kaling. Apareixen en ella Emma Thompson, Mindy Kaling, Max Casella, Hugh Dancy, John Lithgow, Denis O'Hare, Reid Scott, i Amy Ryan. La història segueix la presentadora d'un programa d'entrevistes nocturn que decideix fer equip amb un dels seus nous guionistes en un intent per a salvar la seua carrera. S'ha subtitulat al català.
La pel·lícula es va estrenar als Estats Units el 7 de juny de 2019. El film va rebre crítiques positives dels crítics, amb elogis a la seua sàtira i comentari social, com també a la interpretació de Thompson.

## Repartiment
- Emma Thompson com a Katherine Newbury
- Mindy Kaling com a Molly Patel
- Hugh Dancy com a Charlie Fain
- Reid Scott com a Tom Campbell
- Amy Ryan com a Caroline Morton
- John Lithgow com a Walter Newbury
- Denis O'Hare com a Brad
- Max Casella com a Burditt
- Paul Walter Hauser com a Mancuso
- John Early com a Reynolds
- Megalyn Echikunwoke com a Robin
- Ike Barinholtz com a Daniel Tennant
- Annaleigh Ashford com a Mimi Mismatch
- Halston Sage com a Zoe Martlin
- Marc Kudisch com a Billy Kastner
- Seth Meyers com ell mateix
- Bill Maher com ell mateix
- Jake Tapper com ell mateix
- Maria Dizzia com a Joan
- Sakina Jaffrey com Na Patel, la mare de Molly